# Escaro
Escaro en idioma francés y oficialmente, Escaró en catalán, es una localidad  y comuna francesa, situada en el departamento de Pirineos Orientales en la región de Languedoc-Rosellón y comarca histórica del Conflent.
A sus habitantes se les conoce por el gentilicio de escaronats en francés y escaroní, escaronina en catalán.

## Geografía

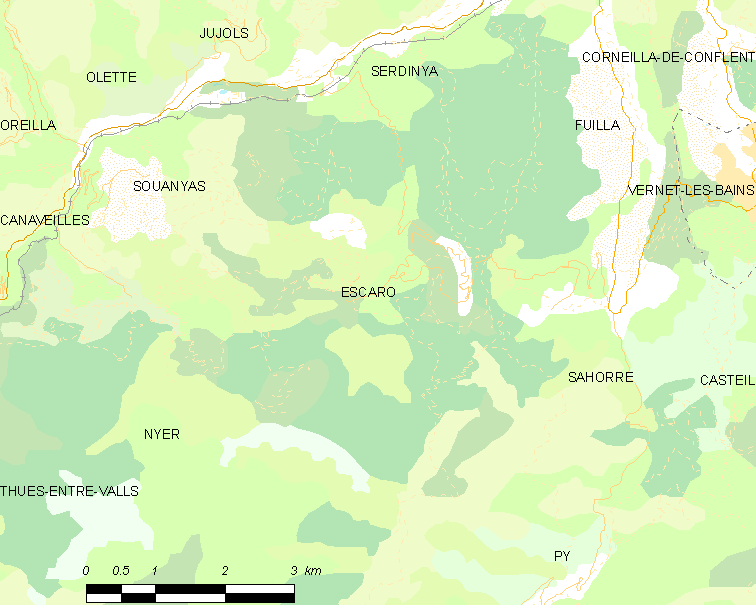
Situación de Escaro

## Demografía
| 13 | 164 | 92 | 85 | 102 | 84 |
| Para los censos de 1962 a 1999 la población legal corresponde a la población sin duplicidades (Fuente: INSEE [Consultar]) |     |    |    |     |    |